# Frein filet

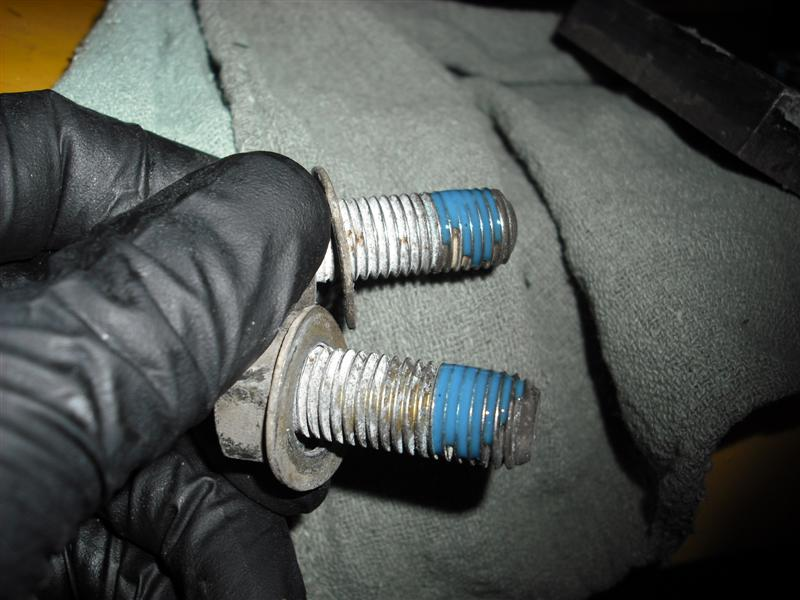
Vis dont les filetages ont été enduits de frein filet bleu

Le frein filet est une colle anaérobie appliquée sur le filetage des vis pour limiter le jeu, les fuites et la corrosion. La plupart des freins filets sont composés à base de méthacrylate. 
Comme les écrous ou les rondelles, le frein filet empêche que les filetages se desserrent avec les vibrations ou les chocs.
Le frein filet polymérise en l'absence d'air et en présence d'un métal. C'est l'activité électrochimique d'un substrat métallique qui produit la polymérisation du fluide. Le frein filet est un liquide thixotropique, il reste fluide dans le temps, tout en résistant aux chocs et aux vibrations.  
Le frein filet peut être permanent ou amovible. On peut par exemple l'ôter en le chauffant. En général, les marques ont un code de couleur qui indique la force du frein filet et s'il peut être enlevé ou non. 

## Histoire

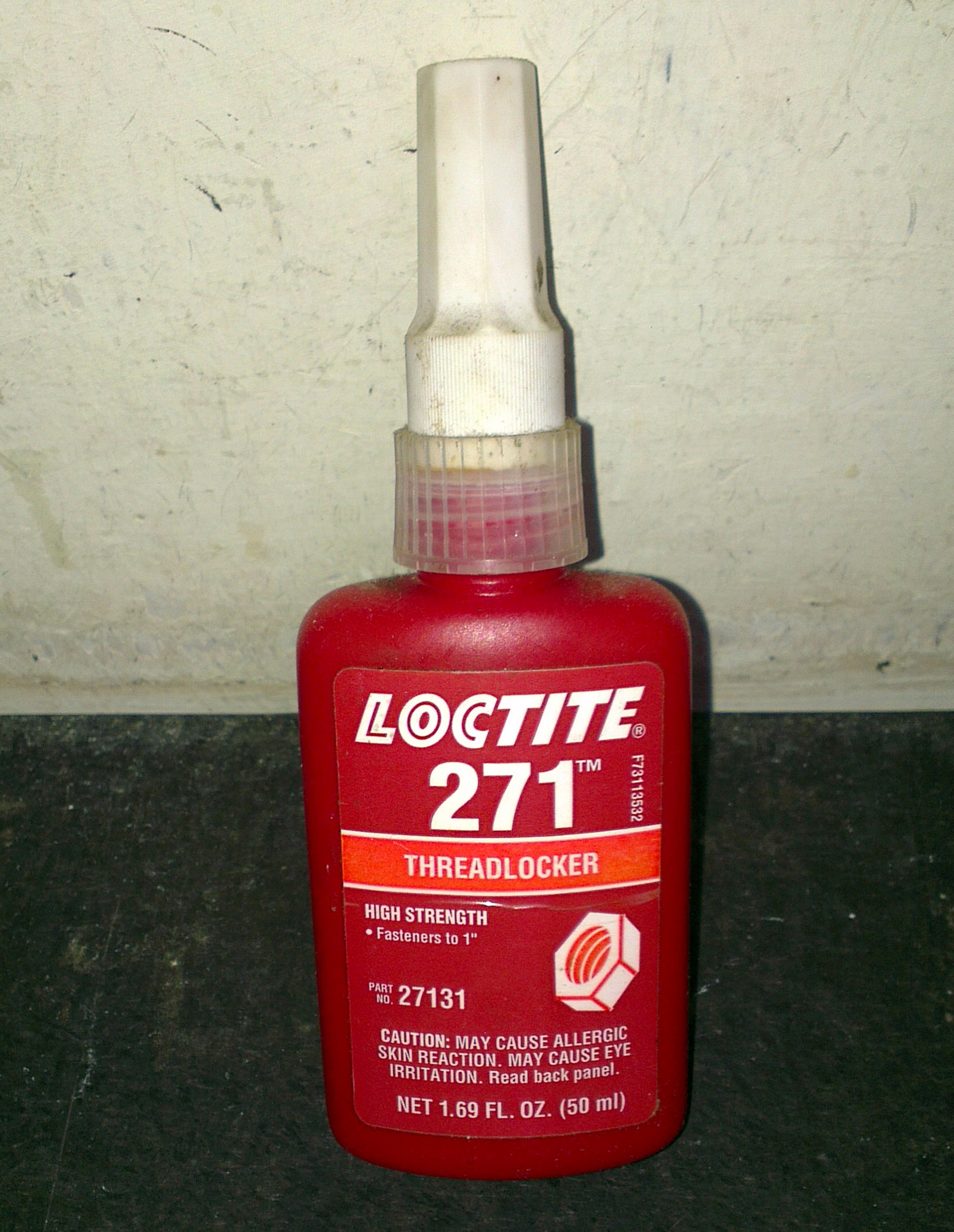
Un flacon de frein filet rouge à résistance forte

Le frein filet a été développé par le professeur américain Vernon K. Krieble en 1953.
Sa compagnie, American Sealants, fonda la marque Loctite. Une première version du frein filet a été brevetée en 1960.

## Propriétés
En général, le frein filet est à base de méthacrylate, et la colle prend en anaérobie, en l'absence d'air.  
Le frein filet est un fluide  thixotropique :  sous la  contrainte de cisaillement,  il présente un décroissement de sa viscosité lié au temps. Ainsi, il devient plus fluide au cours d'un effort prolongé, et cependant résiste aux cisaillements de courtes durées, ainsi qu'aux vibrations et aux chocs.

## Applications et précautions d'usage
Les freins filets sont disponibles dans diverses formules, ils peuvent être permanents ou amovibles, de force faible ou forte. 
Beaucoup de marques ont un code de couleur pour le conditionnement et le produit lui-même qui indique le degré de permanence et la force. Les freins filets de force faible empêchent les vis de se desserrer avec les vibrations, et permettent le désassemblage. Les freins filets amovibles résistent à plus de vibrations, et permettent tout de même le désassemblage à la main ou avec des machines outils. Les freins filets les plus forts résistent à 21 MPa (3000 Psi) en contrainte de cisaillement.
On choisit quelle colle employer selon la nature du métal : en effet, si le substrat métallique est actif (laiton, cuivre, fer, acier...), la polymérisation sera plus rapide, alors que si le métal est passif (acier inoxydable, fonte...), la polymérisation sera plus lente. On se base aussi sur la température à laquelle sera utilisé l'assemblage pour choisir la colle.
Le frein filet est en général vendu en petits conditionnements, de 5 à 250 millilitres. 
Comme la colle prend en l’absence d'air, les flacons sont à moitié remplis d'air et perméables à l'air pour éviter que le produit polymérise dans le flacon. De même, comme le produit polymérise en présence de métal, il faut éviter de contaminer le contenu du flacon avec du liquide ayant été en contact avec du métal : le contenu du flacon pourrait polymériser.
Le frein filet peut aussi être vendu en bâtons et sous forme de bande, un peu comme le téflon utilisé en plomberie.